# Netscape Navigator 9
Netscape Navigator 9 — це припинений веб-браузер, створений підрозділом Netscape Communications материнської компанії AOL, вперше анонсований 23 січня 2007 року. Це був дев'ятий великий випуск лінійки браузерів Netscape . Після того, як AOL передала розробку Netscape Browser 8 Mercurial Communications у 2004 році, Netscape Navigator 9 став першим власним браузером Netscape після пакету Netscape 7 .  Також відбулося повернення класичної назви Navigator, яка раніше використовувалася під час розквіту Netscape між версіями 1.0 і 4.08 у 1990-х роках.  Netscape Navigator 9 базується на Mozilla Firefox 2.0.
Перша бета-версія програми була випущена 5 червня 2007 , бета-версія 2 — 12 липня , а бета-версія 3 — 16 серпня  Після випуску-кандидата остаточний випуск було випущено 15 жовтня 2007 року.
28 грудня 2007 року розробники Netscape оголосили, що AOL припинить роботу свого веб-браузера 1 лютого 2008 року  28 січня 2008 року Netscape змінив цю дату на 1 березня 2008 року та запропонував підтримку міграції на Flock і Mozilla Firefox .  Це був останній веб-браузер серії Netscape.